# Atherimorpha gracilipennis
Atherimorpha gracilipennis är en tvåvingeart som beskrevs av Akira Nagatomi 1990. Atherimorpha gracilipennis ingår i släktet Atherimorpha och familjen snäppflugor. Inga underarter finns listade i Catalogue of Life.